# Alberto Dainese
Alberto Dainese, né le 25 mars 1998, est un coureur cycliste italien. Spécialiste du sprint, il a notamment remporté deux étapes du Tour d'Italie et une du Tour d'Espagne.

## Biographie
Alberto Dainese pratique le basket-ball depuis l'âge de cinq ans. Il commence le vélo en compétition à 14 ans, influencé par son grand-père, un ancien coureur amateur. Plutôt grimpeur chez les juniors (moins de 19 ans), il s'oriente petit à petit vers les sprints. En 2018, il remporte de nombreux succès chez les espoirs (moins de 23 ans) et il rejoint la formation néerlandaise SEG Racing Academy, spécialisée dans les coureurs de la catégorie.
En 2019, il devient champion d'Europe sur route espoirs aux Pays-Bas. Il remporte également une étape du Tour de Normandie, trois étapes du Tour de Bretagne et la 3e étape du Czech Cycling Tour face à des coureurs professionnels. Ses performances lui permettent de rejoindre l'équipe World Tour Sunweb. En 2020, il commence sa saison au Tour Down Under, où il obtient deux tops 10. En février, lors du Herald Sun Tour, il s'impose au sprint dès la première étape, ce qui lui permet d'être leader du général pendant une journée.
Lors de la saison 2021, il multiplie les places d'honneur lors des sprints massifs, en particulier en deuxième partie de saison. Il prend part au Tour d'Espagne, son premier grand tour, où il termine à trois reprises sur le podium d'une étape. Sur les courses d'un jour en fin de saison, il prend la deuxième place de Paris-Chauny, ainsi que la troisième place sur le Grand Prix d'Isbergues et le Tour de Vénétie.
Deuxième sprinteur de son équipe derrière Cees Bol lors du Tour d'Italie 2022, Dainese a néanmoins l'opportunité de jouer sa carte personnelle lors de la onzième étape qu'il remporte au terme d'un sprint massif,.
Dainese signe un contrat avec l'équipe Tudor pour les saisons 2024 et 2025.

## Palmarès et résultats

### Palmarès par année
- 2015
  - 3e du championnat d'Italie de vitesse par équipes juniors
- 2016
  - 3e étape du Giro di Basilicata
- 2017
  - 2e du Trophée Lampre
  - 2e du Gran Premio Sannazzaro
  - 3e du Mémorial Polese
  - 3e du Mémorial Cochi Boni
  - 3e du Gran Premio Città di Vigonza
  - 3e de la Medaglia d'Oro Fiera di Sommacampagna
- 2018
  - Florence-Empoli
  - Mémorial Vincenzo Mantovani
  - Trophée de la ville de San Vendemiano
  - 9ea étape du Tour d'Italie espoirs
  - Trophée Antonietto Rancilio
  - Medaglia d'Oro Fiera di Sommacampagna
  - 1re étape du Tour du Frioul-Vénétie julienne
  - Grote Prijs Dr. Eugeen Roggeman
  - Ronde van Midden-Brabant
  - 2e du Grand Prix De Nardi
  - 2e du championnat d'Italie sur route espoirs
  - 3e du Trophée Visentini
- 2019
  -  Champion d'Europe sur route espoirs
  - 2e étape du Tour de Normandie
  - 2e, 3e et 6e étapes du Tour de Bretagne
  - Entre Brenne et Montmorillonnais
  - 3e étape du Czech Cycling Tour
  - 2e de Gooikse Pijl
- 2020
  - 1re étape du Herald Sun Tour
  - 3e de la Race Torquay
- 2021
  - 2e de Paris-Chauny
  - 3e du Grand Prix d'Isbergues
  - 3e du Tour de Vénétie
- 2022
  - 11e étape du Tour d'Italie
- 2023
  - 17e étape du Tour d'Italie
  - 1re étape de l’Arctic Race of Norway
  - 1re (contre-la-montre par équipes) et 19e étapes du Tour d'Espagne
- 2024
  - 3e étape du Région Pays de la Loire Tour
  - 2e du Trofeo Ses Salines-Felanitx
- 2025
  - 3e de la Classique Dunkerque

### Résultats sur les grands tours

#### Tour de France
2 participations
- 2022 : 100e
- 2025 : 119e

#### Tour d'Italie
3 participations
- 2022 : 122e, vainqueur de la 11e étape
- 2023 : 124e, vainqueur de la 17e étape
- 2024 : 116e

#### Tour d'Espagne
2 participations
- 2021 : 129e
- 2023 : 144e, vainqueur des 1re (contre-la-montre par équipes) et 19e étapes

### Classements mondiaux
| Année                                 | 2018 | 2019 | 2020 | 2021 | 2022 | 2023 | 2024 |
| ------------------------------------- | ---- | ---- | ---- | ---- | ---- | ---- | ---- |
| Classement mondial                    | 562e | 173e | 377e | 153e | 252e | 128e | 217e |
| UCI Europe Tour                       | 326e | 143e | 309e | 131e | 205e | nc   | nc   |
|                                       |      |      |      |      |      |      |      |
| Légende : nc = non classéSource : UCI |      |      |      |      |      |      |      |